# Санмартин (Бихор)
Санмартин (рум. Sânmartin) насеље је у Румунији у округу Бихор у општини Санмартин. Oпштина се налази на надморској висини од 148 m.

## Становништво
Према подацима из 2011. године у насељу је живело 3856 становника.